# Doriopsilla aurea
Doriopsilla aurea is een slakkensoort uit de familie van de Dendrodorididae. De wetenschappelijke naam van de soort is voor het eerst geldig gepubliceerd in 1832 door Quoy & Gaimard.